# Meeresorgel

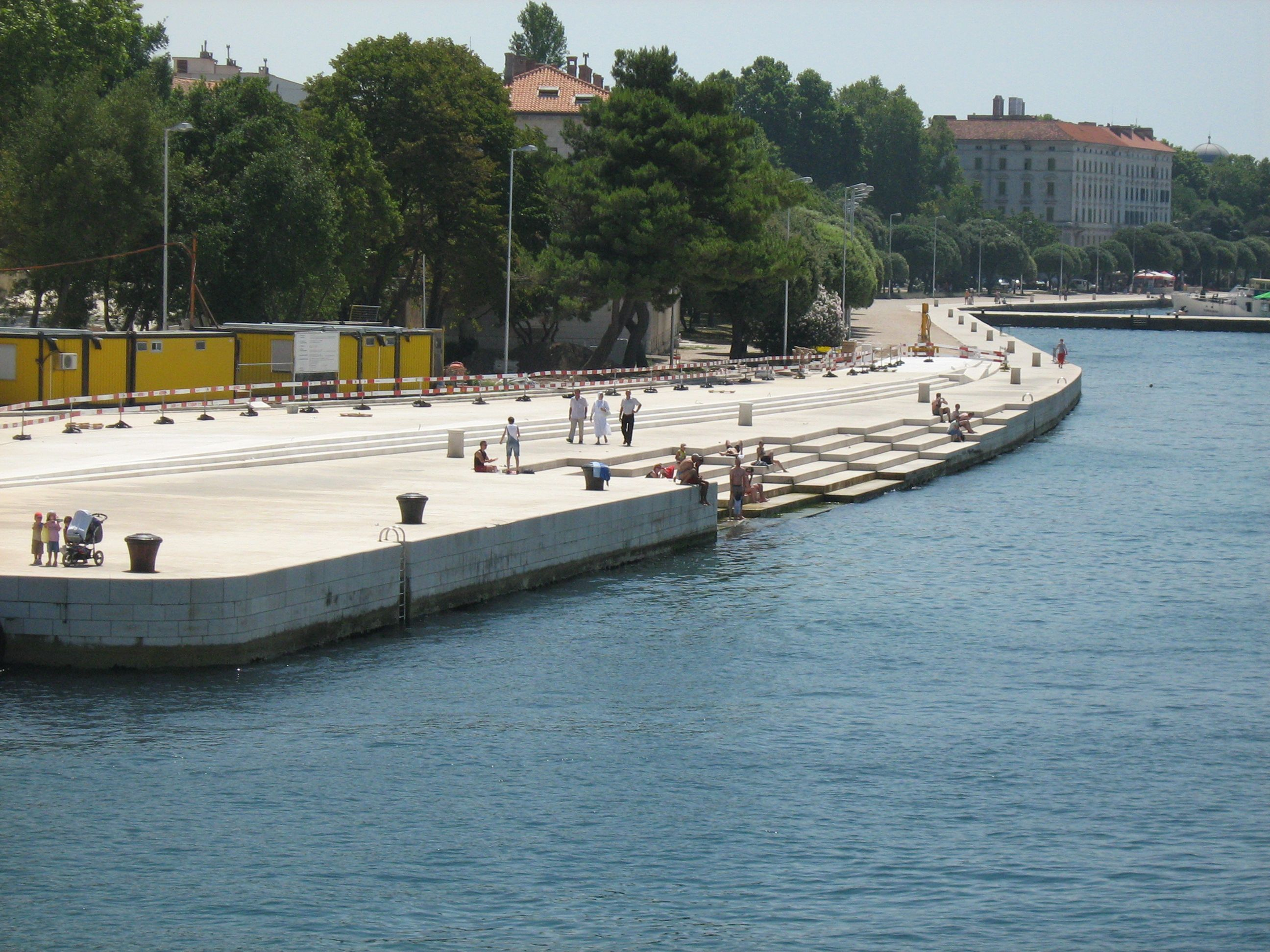
Meeresorgel – Die Töne werden in Löchern oberhalb der obersten Stufe erzeugt

Die Meeresorgel (kroatisch Morske orgulje) ist ein architektonisches Objekt in Zadar, Kroatien, und ein experimentelles Musikinstrument, dessen Töne durch die Wellenbewegung des Meeres unter großen Steinplatten erzeugt werden.

## Geschichte
Die Promenade der Altstadt wurde nach den Zerstörungen des Zweiten Weltkrieges durch eine monotone Betonmauer ersetzt. Ziel des nova riva genannten Projektes nach der Jahrtausendwende war die Neugestaltung der Promenade. Der Vorschlag für die Meeresorgel stammt vom Architekten Nikola Bašić als Teil des Projektes. Die Eröffnung fand am 15. April 2005 statt.

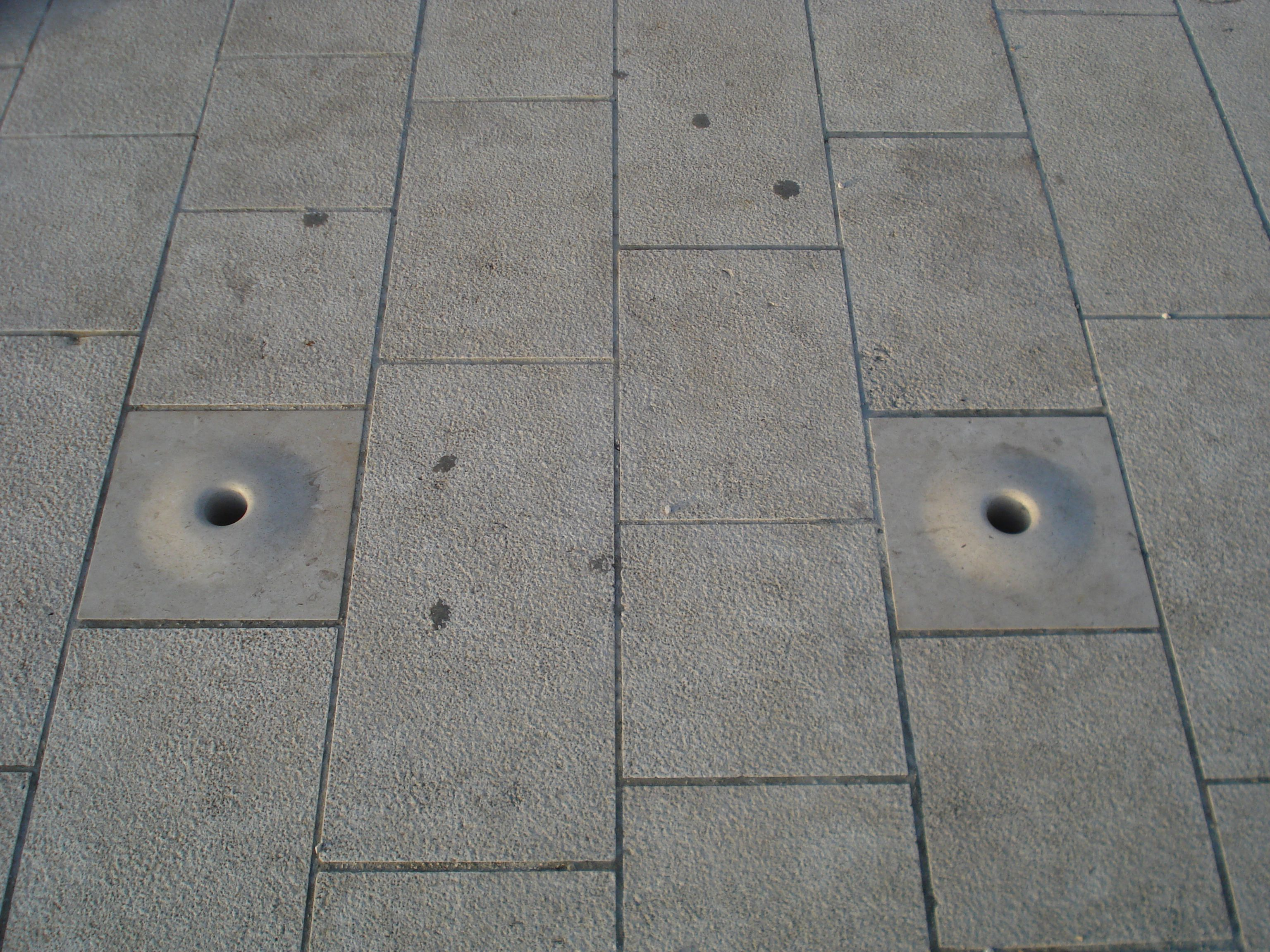
Meeresorgel

Die Meeresorgel wurde ein Tourismusmagnet und beliebter Aufenthaltsort der Bevölkerung. Ergänzend wurden später Stufen zum Meer angelegt. Unter den Stufen befindet sich ein System von Kunststoffrohren und Resonanzkörpern.
Im Jahr 2006 wurde die Meeresorgel mit dem Preis European Prize for Urban Public Space ausgezeichnet.

## Funktionsweise
Unterhalb des Meeresspiegels befinden sich 35 Röhren verschiedener Längen und Durchmesser. Die Röhren steigen aus dem Wasser unter dem Beton in einem Winkel von 20° nach oben und münden jeweils in Orgelpfeifen verschiedener Tonhöhen. Durch den Wellengang wird Wasser in die Rohre gedrückt. Durch das Ein- und Ausfließen des Wassers aus den Rohren entsteht in den Orgelpfeifen ein Klang. So entsteht der Ton. Je nach Periodenlänge und Frequenz der Wellen entsteht so eine Melodie.